# Passionsspiele Thiersee
Die Passionsspiele in Thiersee in Tirol werden auf ein Gelübde im Jahre 1799 zurückgeführt und finden seither in mehr oder weniger regelmäßigen Abständen statt. In den vergangenen Jahrzehnten hat sich der Zeitraum von sechs Jahren als Aufführungsrhythmus eingependelt.
Als Textgrundlage der Passionsspiele in Thiersee diente von 1921 bis 2016 das Drama Christus von Jakob Reimer, dem späteren Erzabt von St. Peter in Salzburg. Seit 2022 wird die Thierseer Passion von Toni Bernhart gespielt.
Das heutige Passionsspielhaus am See, das knapp 1000 Besuchern Platz bietet, wurde 1926 errichtet. 1999 feierten die Passionsspiele Thiersee ihr 200-Jahre-Jubiläum. Dazu wurden beim Passionsspielhaus zwei Nebengebäude errichtet und der Vorplatz wurde neu gestaltet.